# Актан Акайулы
Актан Акайулы (примерно 1770 поселение Тулькикашкан Казалинского района Кызылординской области — 1854, Актюбинская область) — батыр из рода каракесек племени алимулы. Сподвижник Жанкожа-батыра, принимал участие в походах на хивинские, кокандские крепости. Проявил героизм при взятии крепости Бескала (1842). Могила Актана находится в местности Тебенсай в Актюбинской области. В его честь названо село.

## Биография
Родился в 1770 году в поселении Тулькикашкан Казалинского района Кызылординской области.
Как сподвижник Жанкожа Нурмухамедова, возглавлял походы на хивинские и кокандские крепости после распада ханства.
В 1835 году захватил крепость Бабажан на реке Сырдарья и укрепление на реке Куандария. Весной 1845 года разгромил хивинский отряд, состоящий из двух тысяч человек.
Принимал участие в восстании, поднятом Жанкожем-батыром, поводом которого стало изъятие у местного населения поливных земель после установления в 1853 году царской администрацией жёсткого колониального режима на нижней Сырдарие. Актан-батыр проявил героизм при взятии крепости Бескала.
Могила Актана находится в местности Тебенсай в Актюбинской области.
В Кызылординской области сельский округ Арыкбалык переименован в сельский округ Актан-батыра.